# Un salto nell'amore
Un salto nell'amore è il terzo album in studio del cantautore italiano Franco Ricciardi, pubblicato nel 1989. Contiene un duetto con il cantante Gigi D'Alessio.

## Tracce
1. Comme daje fastidio
2. Quando finisce un amore
3. Concerto per un amico
4. Dint'e mmane dint' o core
5. Cu nuje
6. Picchia forte un cuore
7. Ma che notte
8. La nostra storia - (con Gigi D'Alessio)
9. Cuore
10. Faccio da me